# Síndrome de Charcot-Wilbrand
Se denomina síndrome de Charcot-Wilbrand (CWS) al síndrome que usualmente es referido por los pacientes que lo padecen como la pérdida de la capacidad de soñar. 
Sin embargo el síndrome se compone objetivamente tan solo de dos elementos: agnosia, es decir incapacidad para reconocer caras y objetos; y pérdida de la capacidad de rememorar imágenes. Como demuestra la polisomnografía estos pacientes de hecho tienen un sueño REM normal, solo que son incapaces de rememorarlo. Esta condición es causada por una lesión cerebral muy localizada producida en la región del lóbulo occipital. 
El síndrome toma el nombre de dos neurólogos que describieron sus síntomas en dos diferentes ensayos: Jean-Martin Charcot (1825-1893) quién realizó un estudio seriado sobre pacientes que habían perdido la capacidad de rememorar sus sueños en el año 1883 y Hermann Wilbrand (1851-1935), quién realizó otro estudio similar en 1887.

## Causas
El síndrome de Charcot-Wilbrand se encuentra por lo general asociado a una lesión cerebral en el área del lóbulo occipital. Este tipo de lesiones pueden ocurrir por ejemplo después de un accidente cerebrovascular isquémico causado por la obstrucción trombótica de la arteria cerebral posterior; en especial si la lesión se produce en el hemisferio cerebral dominante, o por una lesión traumática por ejemplo la causada por un proyectil. Debido a que esta área del cerebro contiene la corteza visual, un daño en el tejido de esta área conlleva una alteración del procesamiento de los estímulos visuales. Las posibles consecuencias de una lesión de este tipo pueden ser:
- Pérdida total de visión (anopsia)
- Pérdida de la visión de los colores (acromatopsia)
- Pérdida de la capacidad de reconocer caras y objetos (agnosia visual o ceguera mental)
- Síndrome de Charcot-Wilbrand.

## Pronóstico
El grado de funcionalidad que es posible recuperar va a depender de la gravedad de la lesión y del grado de déficit neurológico que haya causado; puede haber recuperación total, parcial o daño permanente. Al respecto hay informes de pacientes que han recuperado la capacidad de rememorar sus sueños en un par de días, y otros donde la pérdida se ha extendido meses.